# Log Čezsoški
Log Čezsoški é um assentamento localizado no município de Bovec na Eslovênia. Possuía uma população estimada de 65 habitantes em 2020.